# Кауффелд, Гретье
Гретье Кауффелд (нидерл. Greetje Kauffeld, род. 26 ноября 1939 в Роттердаме) — нидерландская джазовая певица, представительница Нидерландов на конкурсе песни Евровидение 1961.

## Биография
Родилась в 1939 году. Начала музыкальную карьеру в 1957 году в качестве солистки радио-оркестра «The Skymasters». В 1961 году представляла свою страну на конкурсе песни Евровидение 1961 с песней «Wat een dag» (рус. Что за день). Певица заняла десятое место, набрав 6 баллов.
В дальнейшем Гретье на долгие годы переехала в Германию, где она стала известна как исполнительница шлягерной музыки. Певица активно выступала в странах Западной Европы, в том числе с такими известными исполнителями, как Джоем Бишопом, Гербом Элиссом и Рэем Брауном.
В 1999 году получила орден Нидерландского льва за заслуги в области музыки. В 2008 году отметила пятидесятилетие своей музыкальной карьеры.